# Марко Ванила
Марко Муњиза (Ријека, 24. април 1984) познатији као Марко Ванила је српски ди-џеј, певач и музичар који је учествовао у ријалити програму Фарма. Одрастао је у Франкфурту на Мајни, где је радио као ди-џеј у популарном клубу „Ванила”, па је тако добио и уметничко име.

## Дискографија

### Синглови[2]
- 20 година (2013) са Ди-џеј Оле
- Љето (2013) са Дадом Полументом
- Живели (2013) са Ем-Си Стојаном и Митром Мирићем
- Малена (2014)
- 300 чуда (2014) са Сандром Африка
- Заувек и крај (2015) са Ди-џеј Полик
- Сипај да убије (2015) са Александром Олијићем
- 1001 авантура (2015)
- Ниси свесна (2016) са Миом Борисављевић
- На крају баладе (2016) са Станијом Добројевић
- Мала (2016)
- Хаос (2017)
- Ламбо (2018) са Гогом Секулић
- Nacht im club (2019)
- Очи плаве (2021)
- Одмори (2021)
- Проклето (2022)
- Пола 1 (2022)
- Нема лажи, нема преваре (2024) са Иваном Крунић